# Крістіан Райх
Крістіан Райх (нім. Christian Reich; 21 листопада 1915, Бремен — 8 січня 1944, Біскайська затока) — німецький офіцер-підводник, капітан-лейтенант крігсмаріне.

## Біографія
3 квітня 1936 року вступив на флот. З травня 1940 року — ад'ютант на міноносці «Танненберг». З липня 1941 по березень 1942 року пройшов курс командира човна. З березня 1942 року — 1-й вахтовий офіцер на підводному човні U-A, з травня 1942 року — на U-202. В серпні-вересні пройшов курс командира човна. З 4 листопада 1942 по 30 березня 1943 року — командир U-416, з 12 травня 1943 року — U-426, на якому здійснив 2 походи (разом 62 дні в морі). 15 жовтня 1943 року потопив британський торговий пароплав Essex Lance водотоннажністю 6625 тонн, який перевозив 4000 тонн антрациту; всі 52 члени екіпажу пароплава вціліли. 8 січня 1944 року U-426 був потоплений в Північній Атлантиці північно-західніше мису Ортегаль (46°47′ пн. ш. 10°42′ зх. д.) глибинними бомбами австралійського летючого човна «Сандерленд» з 10-ї ескадрильї Королівських ВПС. Всі 51 члени екіпажу загинули.

## Звання
- Кандидат в офіцери (3 квітня 1936)
- Морський кадет (10 вересня 1936)
- Фенріх-цур-зее (1 травня 1937)
- Оберфенріх-цур-зее (1 липня 1938)
- Лейтенант-цур-зее (1 жовтня 1938)
- Оберлейтенант-цур-зее (1 жовтня 1940)
- Капітан-лейтенант (1 вересня 1943)